# Argemiro de Assis Brasil
Argemiro de Assis Brasil (São Gabriel, 11 de maio de 1907 — Canoas, 23 de junho de 1982) foi um militar brasileiro, Chefe do Gabinete Militar da Presidência da República durante o Governo João Goulart.

## Biografia
Era filho de Leônidas de Assis Brasil, fazendeiro gaúcho, e de Marcia de Assis Brasil, que possuíam uma propriedade rural em Cacequi, no Rio Grande do Sul, onde Argemiro passou boa parte da infância.
O início de sua vida escolar foi em seu município natal. Em 1921, foi estudar no Colégio Militar de Porto Alegre, indo em seguida para a Escola Militar do Realengo, no Rio de Janeiro. Em 1929, graduou-se Oficial da Arma de Infantaria do Exército, formando-se em primeiro lugar na sua turma.
Em 1930, já segundo tenente, se negou a combater o Governo Washington Luís, em razão do qual foi preso e anistiado três meses depois por Getúlio Vargas.
Em 1932, como primeiro tenente, participou do movimento revolucionário paulista, razão pela qual foi exilado por dois anos na Europa. Viveu por algum tempo clandestinamente na Argentina, sendo anistiado novamente em 1934 por Vargas.
Concluiu em primeiro lugar em 1945, no posto de capitão, o curso da Escola de Aperfeiçoamento de Oficiais. Major em 1949, formou-se na Escola de Comando e Estado-Maior do Exército, também em primeiro lugar. Recebeu a Medalha Marechal Hermes, devido aos três primeiros lugares que conquistou.
Foi professor de história universal e militar na Escola de Estado-Maior do Exército.
Em 1950, foi ao Paraguai como membro da Missão Militar Brasileira de Instrução. Lecionou História Militar e Geopolítica no curso de formação de oficiais do exército do Paraguai.
Regressando ao Brasil em 1953 como Tenente-coronel, serviu no Comando da 3ª Região Militar, em Porto Alegre. Como coronel comandou o 2º Regimento de Infantaria em Santa Maria, o 19º Regimento de Infantaria em São Leopoldo e foi Chefe de Estado-Maior da 3ª Região Militar.
Em 1962, foi nomeado adido militar na Embaixada Brasileira em Buenos Aires.

### Promoção a general
Em 1963, foi promovido a General-de-Brigada e convidado pelo Presidente João Goulart para o cargo de Ministro Chefe da Casa Militar da Presidência, permanecendo até 1964. Tentou resistir ao golpe iniciado pelas tropas de Olímpio Mourão Filho enviando soldados para combatê-las, mas eles aderiram ao grupo golpista e com ele marcharam para o Rio de Janeiro. Após concluído o Golpe Militar de 1964, Assis Brasil acompanhou João Goulart em seu exílio até Montevidéu, no Uruguai, retornando ao Brasil, onde se apresentou aos seus superiores e foi imediatamente preso no Forte de Jurujuba, em Niterói.

### A visão do general Assis Brasil
No ano de 1980, Cranger Cavalheiro de Oliveira solicitou ao general Assis Brasil que relatasse fatos históricos da vida política do Brasil, ocorridos a partir do início do século XX. Era a época em que iniciava a abertura política comandada pelo último general presidente, João Baptista de Oliveira Figueiredo.

## O assassinato do senador Pinheiro Machado
Em 1915, o senador José Gomes Pinheiro Machado foi morto por uma punhalada pelas costas por Manso de Paiva Coimbra. Segundo Assis Brasil, o presidente da República, marechal Hermes da Fonseca, seguia as orientações e sugestões do senador gaúcho. E teria sido Pinheiro Machado, juntamente com Júlio de Castilhos, que consolidou a República nos pampas meridionais.
Com a morte do senador, a República se desestabilizou, pois foi assumida por um lobby político comandado por oligopólio, fazendeiros do café de São Paulo e latifundiários de Minas Gerais.
Ainda segundo seu depoimento, a campanha civilista na época bombardeava o marechal Hermes da Fonseca, e nada mais era do que uma digressão ideológica, sem nenhum fundamento histórico que a pudesse perpetuar dentro do panorama geopolítico e dialético. Consta que Rui Barbosa lançou os fundamentos da República, que era governada por suas classes dominantes e pelas oligarquias, mas sem interferência de poderes espúrios e alienígenas.

## Primeira Guerra Mundial
Cessada a Primeira Guerra Mundial, chamada por Assis Brasil “(sic) …de época de grande luta interimperialista que empolgou céus, mares e terras, desde aquele 1914 até a grande rajada de 1917, ríspida, em que os irmãos de todos os povos disseram ao mundo, montados geopoliticamente no coração de nosso universo presente.”
Ainda em suas palavras “(sic)… Surgiu o sistema que matou o feudalismo, isto é, o capitalismo predatório e desumano, mais predatório e inumano do que o pior sistema que existiu sobre a Terra, que foi o sistema romano. Este não pôde ser derrubado pela força das armas, tendo que ser aniquilado, reduzido a pó, pela incomparável figura do Nazareno que, da Galileia, apenas com um nome, Jesus Cristo, conseguiu, com o seu espírito e com as bênçãos das mulheres do seu tempo, dizer por dois mil anos: paz na Terra aos homens de boa vontade.”

## As lutas internas no Rio Grande do Sul
Em 1921 seguia dentro do Rio Grande do Sul uma luta pelo poder entre Joaquim Francisco de Assis Brasil e Antônio Augusto Borges de Medeiros.
Ainda segundo o general, Júlio de Castilhos consolidou a República no extremo sul dentro da doutrina positivista de Augusto Comte. E Floriano Peixoto, ao abafar a revolução de 1893, conseguiu fazer com que o Brasil não se desunisse em vários estados republicanos independentes.
A tentativa de golpe de 1893 foi feita pela Marinha no Rio de Janeiro, comandada pelo almirante Saldanha da Gama, e no Rio Grande do Sul, pelos aliados civis do almirante, chefiados pelo então senador Gaspar da Silveira Martins. No Colégio Militar de Porto Alegre, em 1921, havia partidários das facções em lutas internas no Estado, o que gerava conflitos na própria escola, que nada mais eram do que reflexos da sociedade em rápida mutação. Ali se iniciava o sentimento bipolarizado das sementes da esquerda e da direita.
Conforme palavras do general Assis Brasil:
“(sic) Conhecíamos, por ensinamentos de nossos mestres, naquele areópago de ciências humanísticas, conhecíamos, repito e, embora jovens sabíamos que a história é dinâmica, como a própria natureza. Devido a isso, ficávamos muito faceiros quando líamos no jornal Correio do Povo que os soldados, operários e marinheiros russos tinham destruído o bárbaro sistema feudal do czarismo, que oprimiu a França e a América do Norte, até os anos de 1789 e 1776, respectivamente. Até certo ponto, na nossa ingenuidade de meninos, fazíamo-nos líderes vanguardeiros daquelas evoluções, que ocorreram após a catástrofe bélica e de divisão do mundo de 1914 a 1918.”
“O perfeito entendimento das consequências daquela catástrofe marcou profundamente o nosso espírito de jovens brasileiros, herdeiros de um continente pacífico e humano. Sem embargo, perscrutávamos que, se não fossem realizadas profundas reformulações sociais, políticas e econômicas, estaríamos, mais cedo ou mais tarde, submetidos àqueles desgastes que conduziram a velha Europa a uma segunda varredura política, social e econômica, a qual marcaria época no patamar inicial do século XX, como a augurar que, se os homens deste século não refletissem em base do que havia ocorrido, dialeticamente, com as gerações anteriores, estaríamos, forçosamente, submetidos a nova hecatombe, como veio a ocorrer em 1939, com a Segunda Guerra Mundial”.

## De 1922 a 1930
Ainda segundo o general:
“ …(sic) as causas que motivaram os movimentos de 1922 a 1930 tiveram, de um lado, seu background nos fatos já apontados sobre a Primeira Guerra Mundial, e, de outro lado, na Colônia, no Primeiro Império, na Regência, no Segundo Império e na República Velha, que nada fizeram para demolir as estruturas fazendárias, escravizantes e oligopolizantes que mantinham um status-quo altamente antiprogressista, de vez que continuavam a política econômica de um reino vassalo da "Rainha dos Mares", a tal ponto que, na pseudoindependência, foram os canhões de dois almirantes ingleses os baluartes de governos despóticos para, num arroubo de patriotismo, dizer que haviam salvado o Brasil.”
“Não se pode negar que o movimento de 1930 tenha se caracterizado pelo grande apoio popular que recebeu. Não se pode negar, também, que os grandes propulsores desse movimento foram jovens oficiais das forças armadas brasileiras que já vinham marcados ideologicamente e, não poderia ser de outra maneira, pelos movimentos libertários de após 1918.”
“Esse oficiais eram como uma alvorada dentro de uma força armada que, depois da cruenta guerra de 1864 a 1870, haviam se atirado na falsa filosofia positivista, pseudossalvadora dos supremos conflitos sociais do século XIX e arrebóis do século XX.”
“As forças armadas, que foram heróicas em Riachuelo, Lomas Valentinas, Curuzu, Curupaiti, Tuiuti e em tantos mais palcos de sanguinolentas batalhas, quando regressaram aos pagos, não encontrando que fazer, pensaram que seu destino patriótico apenas seria o de derrubar uma monarquia guardiã de uma estrutura feudal, monopolista e que somente servia aos interesses estrangeiros.”
“Era normal, como se observa na história dos povos, que uma tal força armada descambasse para as intrigas da corte e, sem usar a espada, apenas acenando um quepe vermelho no Largo de Santana, derrubasse o Império que já não tinha mais nenhum respaldo popular.”
Já no final da década de 20 e início da década de 30, o general Assis Brasil define que:
"…(sic) pertencia a um Exército renovado pelos ensinamentos da Missão Militar Francesa e de muitos chefes militares brasileiros que não admitiam que o Exército continuasse no seu aniquilamento profissional." "Nos bancos escolares, ao lado de jovens militares companheiros, aprendemos o que nos transmitiam os insignes mestres franceses e os não menos insignes mestres militares brasileiros. Aprendi que a força armada é, fundamentalmente, o povo em armas e não deve ser empregada a não ser com a sua atribuição constitucional. Destarte, fiquei convicto de que manipular um instrumento de defesa da nação como arma para servir de escada à política de interesses regionais, de classe ou particulares, seria cometer uma heresia em desacordo com o que me haviam ensinado. Por esse motivo, ao eclodir o movimento insurrecional de 1930 não o acompanhei, ficando ao lado dos poucos que defenderam o governo constituído. Eu pensava que, dentro de processos legais e democráticos, se pudesse reformular todas as questões que se apresentavam como desafio à Nação.”

## 1932
“Na Revolução Constitucionalista de 1932, coloquei-me ao lado dos que se levantaram em armas para derrubar um governo que, segundo nosso juízo, não se assentava em nenhum princípio de legitimidade. Esse governo, desde o seu estabelecimento pela força, prometera legitimar-se através de uma Assembleia Constituinte que, paulatinamente, transferia e negava ao seu povo. Daí por que, nossa bandeira, foi a constitucionalização imediata do país. Como decorrência dessa atitude, coerente com meus princípios, tive minha carreira militar interrompida ao ser segregado do convívio com meus patrícios, exilado que fui para Portugal."

## O exílio a Portugal
"O exílio serviu-me para refletir sobre a posição que havia tomado e, em particular, sobre as conotações que o movimento constitucionalista teria no contexto da política mundial."
"Desde logo, verifiquei que a nascente praga do fascismo poderia vir a influenciar nosso destino político. Por outro lado, fui alertado para o fato de que atrás da nossa sagrada revolução constitucionalista havia, também, interesses alienígenas, dado que o domínio de nossa economia pelo imperialismo britânico transferia-se a passos lentos e seguros para os novos senhores dos mercados conquistados dos antigos donos. Vi, então, ainda jovem, que os problemas decorrentes de nossa estrutura social, imobilizada pelos interesses das classes dominantes, se agravavam com a eficácia e a eficiência da exploração permanente daqueles novos senhores."

## A volta ao Brasil
"Quando eclodiu o movimento de 1935, servia eu na Amazônia, em Belém, como 1º Tenente. Não tomei parte no mesmo, ainda em coerência com os princípios de não me rebelar, como soldado, contra um governo revestido, já então, de legitimidade." "Sem embargo, considerei um grande absurdo a posição tomada, na oportunidade, pela liderança da intentona. Vi, desde logo, que através de uma quartelada, jamais seria possível transformar de "fond en comple" a estrutura social e econômica de uma nação."
"Os chefes e participantes do fracassado golpe não se deram conta dos reiterados ensinamentos do grande demiurgo da maior convulsão social do século XX, a saber: não se faz uma revolução no sentido sociológico sem que haja condições objetivas e subjetivas para tal empreendimento e, também, se não se contar com o apoio de grandes massas."
"O golpe o Estado Novo de 1937, trouxe no seu bojo aquele cheiro do nazi-fascismo que eu tanto temia, já nos idos de 1932, como me referi. Nem eu nem os militares e civis que possuíamos pontos de vista comuns e contrários ao famigerado golpe, tivemos condições de nos opor a ele."
"Essa falta de condições decorreu da habilidade do governo em preparar a passagem histórica, mascarando-a com larga série de invencionices e falsificações documentárias manipuladas nos escaninhos dos órgãos da alta cúpula militar que apoiava o governo e, de mesmo passo, baixava seus "ukases" para o conjunto aturdido de uma força armada tomada de surpresa e de pânico, tudo agravado pela recente recordação das estripulias cometidas pelos maus discípulos de Lênin, em 1935."

## A importância do General Assis Brasil no Golpe de 64
Quando era adido militar em Buenos Aires, o general Assis Brasil foi convidado para chefiar a Casa Militar do governo de Jango.
Uma vez em seu posto o militar estabeleceu algumas normas de conduta, entre as quais: 
- Os caminhos dos negócios não passariam pela Casa Militar;
- A Casa Militar não seria uma agência de empregos;
- Não deveriam ser tratados assuntos políticos na Casa Militar;
- A Casa Militar não seria um superministério;
- A todo o custo o interesse nacional e a soberania do país deveriam ser mantidos.

O general determinou que a Secretaria do Conselho de Segurança Nacional e o órgão de responsável pela inteligência e informações deveriam agir harmonicamente com os demais ministérios, além de não colocar na Secretaria do Conselho de Segurança Nacional e na do Gabinete Militar oficiais que não fossem da confiança dos ministros.

## O comício da Central do Brasil
Em 13 de março de 1964 aconteceu o comício da Central do Brasil. Segundo Assis Brasil, Leonel Brizola condenou veementemente a atuação dos congressistas. Em função disto Jango e o ex-governador do Rio Grande do Sul se desentenderam, fato este que perdurou por longo tempo.

## A revolta dos marinheiros
Quando iniciou o episódio da revolta dos marinheiros, o general Assis Brasil estava no Rio de Janeiro e viajou para o Rio Grande do Sul para se encontrar com o presidente. Ainda segundo informou o militar em sua narrativa, Jango não sabia da gravidade da situação, além de desconhecer que o primeiro Exército havia assumido o controle da situação.
Em suas narrativas, Assis Brasil comentou que a Marinha estava acéfala e que as informações que chegavam a si eram de que os marinheiros estavam com armas nas mãos e que havia mortes. Consta ainda que o Ministro da Guerra, General Jair Dantas Ribeiro, estava internado devido a uma cirurgia.
Em função do internamento do general, o Ministério da Guerra ficara acéfalo também. O chefe da Casa Militar não tinha conhecimento ainda das movimentações do I Exército.
Assis Brasil ainda informou que o Almirante Paulo Mário fora empossado como novo Ministro da Marinha, com plenos poderes para agir junto aos amotinados, anistiando-os.

## A reunião dos sargentos no Automóvel Clube do Brasil
Em 30 de março de 1964 ocorreu a reunião dos sargentos no Automóvel Clube do Brasil. O general Assis Brasil reuniu-se com o General Jair Dantas Ribeiro e ambos não sabiam o que estava ocorrendo. Entrando em contato com o presidente do clube, descobriram que este também desconhecia da existência do encontro. Os deputados Tenório Cavalcanti e Tancredo Neves aconselharam ao presidente a não ir. Jango, apesar das muitas opiniões contrárias, compareceu e os discursos foram extremistas. Estava se armando o golpe, pois entre o Comício da Central do Brasil, em 13 de março de 1964 e a reunião no Automóvel Clube, em 30 de março, decorreram 17 dias, tempo suficiente para a sua preparação.

## A tentativa de alerta ao presidente
Segundo Assis Brasil, o único general que alertou João Goulart de uma conspiração foi o General Amaury Kruel, Comandante do II Exército.

## O Golpe em 31 de março
Assis Brasil em 31 de março de 1964 estava no Palácio das Laranjeiras. Lá foi informado do levante de Minas Gerais. O general telefonou para o I Exército para tomar mais informações. A resposta era que tudo estava em ordem.
Assis Brasil e Jango sabiam que o general Olympio Mourão Filho e o general Carlos Guedes estavam conspirando, porém não sabiam o quanto já estava adiantada a conspiração. Jango telefonou para o General Kruel, que afirmou que não concordava com o que estava acontecendo e que o governo deveria agir com firmeza. Jango, então, telefonou para o general Justino Alves Bastos, que se alinhou ao presidente. Neste momento, o levante de Minas já estava tomando corpo rapidamente. O General Armando de Moraes Âncora informou ao presidente. O presidente, então, reuniu o general Âncora e o Ministro da Aeronáutica, determinando que não houvesse choque de tropas e derramamento de sangue brasileiro.

## O dia primeiro de abril
Em 1 de abril de 1964 a fortaleza de Copacabana passou para o controle dos conspiradores. Jango mandou o general Assis Brasil ficar no Rio e voou para Brasília para conversar com os políticos do Congresso Nacional.
O general Âncora telefonou para o general Assis Brasil informando que o Norte aderira ao golpe e que Minas Gerais estava toda revoltada, que o batalhão mandado para Minas e o batalhão de Barra do Piraí aderiram também ao movimento e que as tropas de São Paulo estavam marchando, indo a Academia Militar das Agulhas Negras na vanguarda.
Segundo as palavras de Assis Brasil, a conversa teve o seguinte teor:
O General Âncora perguntou: 
- "Vou meter fogo nesses cadetes?"
O general Assis Brasil respondeu: 
- "Não tenho autoridade para falar em nome do presidente, mas posso adiantar que ele não concordaria com isso."
Âncora: 
- "Fico contente, porque já decidi que não vou abrir fogo contra os cadetes, porque será um peso que não tirarei mais de cima de meus ombros - matar a mocidade militar da minha terra."
Isto ocorrido, Assis Brasil se reuniu com os ministros civis e militares. O ministro da Marinha queria resistir ao golpe, porém foi demovido da ideia. As tropas do palácio foram recolhidas para não haver confrontos, ficando somente as sentinelas palacianas. O general Assis foi encontrar o presidente em Brasília. Ao chegar no aeroporto, antes de falar com Jango, Assis ordenou aos oficiais da Casa Militar que fossem para seus postos e passassem os cargos aos substitutos. Perguntado sobre o que iria fazer respondeu:
- "Vou com o presidente, porque esta é a minha função. Não sei para onde ele vai, mas o meu destino, enquanto ele for vivo por aqui, está ligado ao dele."

## Porto Alegre
Porto Alegre estava ainda com Jango. O General Ladário, que chefiava as tropas, estava esperando a chegada do presidente e do general Assis Brasil. Ladário e Brizola queriam resistir, mas João Goulart não aceitou, pois como havia frisado anteriormente, não queria derramamento de sangue brasileiro. Para não ser preso, foi aconselhado por Assis Brasil para ir embora do Brasil. Foram chamados os oficiais e mandados ir para Brasília se apresentar. Foi organizada uma segurança sem armas, só com vigilância, em torno de seis quilômetros da fazenda, nas estradas e no campo, para avisar da aproximação de forças. Havia três aviões: um C-47, um Cessna bimotor e um monomotor, um deles com soldados, os outros abastecidos para qualquer emergência. O avião C-47 foi para um rancho em uma das fazendas de Jango, na costa do Rio Uruguai, onde existia um campo, no município de São Borja. De lá Jango queria ir para o Brasil central, onde possuía terras, mas o general Assis o convenceu para ir ao Uruguai. Foi mandado um homem a Montevidéu, com uma mensagem escrita pelo presidente pedindo asilo político. Ele então escreveu para um amigo falar com o governo uruguaio. Foi mandado um piloto levar a mensagem e, no outro dia, ao amanhecer, foram para a estância Santa Lúcia. O piloto retornou e disse que o Uruguai receberia Jango. Saíram daquela estância e foram para outra chamada Cinamomo, de propriedade de Jango, perto do município de São Borja, a 628 km de Porto Alegre.

## O exílio de Jango e a prisão de Assis Brasil
Em 4 de abril de 1964, na estância de Cinamomo, o presidente se convenceu de ir para o Uruguai. Mandou a mulher e os filhos para Montevidéu.
Ao chegar no Uruguai, Assis Brasil e Jango foram recebidos por autoridades e populares. Uma vez o presidente instalado, Assis Brasil disse para Jango:
- "Presidente, a minha missão está cumprida."
Ao retornar para o Brasil, antes de expirado o prazo de oito dias para que sua ausência do país configurasse crime de deserção, o general Assis Brasil se apresentou para as autoridades e foi preso.

## A perseguição
Demitido do Exército Brasileiro, e considerado morto legalmente para as Forças Armadas, foram retiradas perpetuamente de sua ficha todas as suas condecorações militares, exceto as estrangeiras, além de ter seus direitos políticos cassados por dez anos. Respondeu em 1964 a um Inquérito Policial Militar para apurar o exercício de possíveis atividades subversivas. A promotoria militar que examinou os termos do IPM, não vendo nenhum crime em suas atitudes quando no governo, impronunciou-o na Justiça Militar, não tendo o general Assis Brasil sofrido qualquer condenação criminal ou punição disciplinar, a não ser a demissão. Ele foi o único oficial-general a ser demitido nas Forças Armadas.
Ao procurar emprego como civil teve sua ficha trabalhista bloqueada pelo regime militar. Suas contas bancárias e créditos também foram bloqueados, sendo impedido de trabalhar para o seu sustento como punição por não concordar com a ditadura. Por ser considerado pelo Exército Brasileiro legalmente morto, em consequência de ter sido demitido, com o falecimento de sua esposa em 1967 foi impedido pelo governo militar de receber a pensão de sua mulher. Passou então a sobreviver, por quinze anos, de favores de amigos e de parentes, além de aulas particulares de matemática que ministrava a vários alunos.

## Anistia
Até ser anistiado, não recebeu nenhuma aposentadoria militar. Sobrevivia, além da sua atividade como professor particular e da ajuda de terceiros, da pensão de meio salário mínimo que recebia do INPS, como idoso. Após a anistia, foi reformado como General-de-Exército, passando a receber a correspondente aposentadoria.

## Vida familiar
Assis Brasil casou em Santa Maria em 14 de janeiro de 1939, com a professora Alba Arruda Gomes nascida em Santa Maria em 4 de julho de 1918, falecida em Porto Alegre em 27 de abril de 1967. Da união, nasceram Antônio Carlos de Assis Brasil, militar e engenheiro, e Paulo Renato de Assis Brasil, médico. Viúvo, casou-se com Dona Iná Marques, adotando seu filho Juarez Marques como enteado.